# Hraniční přechod Sudice–Pietraszyn
Hraniční přechod Sudice–Pietraszyn (polsky Przejście graniczne Pietraszyn–Sudice) je bývalý silniční hraniční přechod na česko-polské státní hranici na hraničním úseku II/38/5 - II/39 mezi českou obcí Sudice (okres Opava, Moravskoslezský kraj) a polskou vesnicí Pietraszyn (okres Ratiboř, Slezské vojvodství). Přechod leží v nadmořské výšce 234 m n. m. na silnici I/46; za hranicí pokračuje polská silnice č. 916. Před zrušením byl určen pro motoristy, cyklisty a pěší.
Hraniční přechod byl zrušen při vstupu České republiky do Schengenského prostoru v roce 2007. V případě dočasného znovuzavedení ochrany vnitřních hranic je provoz na hraničním přechodu upraven Sdělením Ministerstva vnitra č. 395/2021 Sb.